# Champions Trophy vrouwen 2001
De Champions Trophy voor vrouwen werd in 2001 gehouden in het Nederlandse Amstelveen. Het toernooi werd gehouden van 18 tot en met 26 augustus in het Wagener-stadion. De Argentijnse vrouwen wonnen deze negende editie.

## Geplaatste landen
- Argentinië (tweede op de Olympische Spelen)
- Australië (wereldkampioen en olympisch kampioen)
- China (vijfde op de Olympische Spelen)
- Spanje (vierde op de Olympische Spelen)
- Nederland (gastland en titelverdediger en derde op de Olympische Spelen)
- Nieuw-Zeeland (zesde  op de Olympische Spelen)

## Uitslagen
Alle tijden zijn in de lokale tijd UTC+2.

### Eerste ronde
De nummers 1 en 2 spelen de finale, de nummers 3 en 4 om het brons en de nummers 5 en 6 om de 5e en 6e plaats.
| Team          | GS | W | G | V | DV | DT | DS  | Ptn |
| ------------- | -- | - | - | - | -- | -- | --- | --- |
| Nederland     | 5  | 5 | 0 | 0 | 17 | 3  | +14 | 15  |
| Argentinië    | 5  | 4 | 0 | 1 | 10 | 3  | +7  | 12  |
| Australië     | 5  | 3 | 0 | 2 | 11 | 6  | +5  | 9   |
| China         | 5  | 1 | 1 | 3 | 3  | 10 | −7  | 4   |
| Nieuw-Zeeland | 5  | 0 | 2 | 3 | 2  | 15 | −13 | 2   |
| Spanje        | 5  | 0 | 1 | 4 | 3  | 9  | −6  | 1   |

| 18 augustus 12:00 |       |                                    |                                                                      |
| China             | 0 – 2 | Argentinië                         | Amstelveen Scheidsrechters: Michele Arnold (AUS) Jane Nockolds (ENG) |
|                   |       | 15' Luciana Aymar 62' Vanina Oñeto | Amstelveen Scheidsrechters: Michele Arnold (AUS) Jane Nockolds (ENG) |

| 18 augustus 14:30                       |       |                     |                                                               |
| Nederland                               | 2 – 1 | Spanje              | Amstelveen Scheidsrechters: Lyn Farrell (NZL) Ute Conen (GER) |
| Mijntje Donners 21' Mijntje Donners 42' |       | 27' Maider Telleria | Amstelveen Scheidsrechters: Lyn Farrell (NZL) Ute Conen (GER) |

| 18 augustus 17:00 |       |                                                                                   |                                                                    |
| Nieuw-Zeeland     | 1 – 5 | Australië                                                                         | Amstelveen Scheidsrechters: Kazuko Yasueda (JPN) Renée Cohen (NED) |
| Mandy Smith 66'   |       | 2' Julie Towers 26' Karen Smith 30' Karen Smith 37' Julie Towers 60' Nikki Hudson | Amstelveen Scheidsrechters: Kazuko Yasueda (JPN) Renée Cohen (NED) |

| 19 augustus 14:30                             |       |                     |                                                                    |
| Nederland                                     | 2 – 1 | Argentinië          | Amstelveen Scheidsrechters: Monica Rivera (ESP) Peri Buckley (AUS) |
| Dillianne van den Boogaard 3' Minke Booij 27' |       | 54' Alejandra Gulla | Amstelveen Scheidsrechters: Monica Rivera (ESP) Peri Buckley (AUS) |

| 19 augustus 17:00 |       |                                                     |                                                                 |
| China             | 0 – 3 | Australië                                           | Amstelveen Scheidsrechters: Ute Conen (GER) Jane Nockolds (ENG) |
|                   |       | 64' Karen Smith 68' Nikki Hudson 69' Katrina Powell | Amstelveen Scheidsrechters: Ute Conen (GER) Jane Nockolds (ENG) |

| 19 augustus 19:30 |       |                  |                                                                       |
| Spanje            | 1 – 1 | Nieuw-Zeeland    | Amstelveen Scheidsrechters: Michele Arnold (AUS) Maria Soledad (ARG). |
| Monica Rueda 17'  |       | 26' Suzie Pearce | Amstelveen Scheidsrechters: Michele Arnold (AUS) Maria Soledad (ARG). |

| 21 augustus 14:30 |       |                                              |                                                                  |
| Spanje            | 1 – 3 | China                                        | Amstelveen Scheidsrechters: Peri Buckley (AUS) Renée Cohen (NED) |
| Nuria Moreno 44'  |       | 31' Fu Baorong 57' Li Aili 60' Tang Chunling | Amstelveen Scheidsrechters: Peri Buckley (AUS) Renée Cohen (NED) |

| 21 augustus 17:00                         |       |                 |                                                                    |
| Argentinië                                | 2 – 1 | Australië       | Amstelveen Scheidsrechters: Lyn Farrell (NZL) Kazuko Yasueda (JPN) |
| Mercedes Margalot 34' Cecilia Rognoni 50' |       | 6' Nikki Hudson | Amstelveen Scheidsrechters: Lyn Farrell (NZL) Kazuko Yasueda (JPN) |

| 21 augustus 20:00 |       |               |                                                                     |
| Nederland | 6 – 0 | Nieuw-Zeeland | Amstelveen Scheidsrechters: Monica Rivera (ESP) Maria Soledad (ARG) |
| Ageeth Boomgaardt 13' Kirsten de Groot 19' Ageeth Boomgaardt 31' Fatima Moreira de Melo 33' Dillianne van den Boogaard 35' Fatima Moreira de Melo 70' |       |               | Amstelveen Scheidsrechters: Monica Rivera (ESP) Maria Soledad (ARG) |

| 22 augustus 15:00 |       |                                     |                                                                  |
| Spanje            | 0 – 2 | Argentinië                          | Amstelveen Scheidsrechters: Ute Conen (GER) Michele Arnold (AUS) |
|                   |       | 9' Alejandra Gulla 45' Vanina Oñeto | Amstelveen Scheidsrechters: Ute Conen (GER) Michele Arnold (AUS) |

| 22 augustus 17:30 |       |       |                                                                    |
| Nieuw-Zeeland     | 0 – 0 | China | Amstelveen Scheidsrechters: Maria Soledad (ARG) Peri Buckley (AUS) |
|                   |       |       | Amstelveen Scheidsrechters: Maria Soledad (ARG) Peri Buckley (AUS) |

| 22 augustus 20:00                                             |       |                  |                                                                   |
| Nederland                                                     | 3 – 1 | Australië        | Amstelveen Scheidsrechters: Lyn Farrell (NZL) Jane Nockolds (ENG) |
| Ageeth Boomgaardt 11' Ageeth Boomgaardt 23' Minke Smabers 33' |       | 42' Nikki Hudson | Amstelveen Scheidsrechters: Lyn Farrell (NZL) Jane Nockolds (ENG) |

| 24 augustus 15:00 |       |                                                          |                                                                      |
| Nieuw-Zeeland     | 0 – 3 | Argentinië                                               | Amstelveen Scheidsrechters: Monica Rivera (ESP) Kazuko Yasueda (JPN) |
|                   |       | 6' Cecilia Rognoni 25' Magdalena Aicega 64' Vanina Oñeto | Amstelveen Scheidsrechters: Monica Rivera (ESP) Kazuko Yasueda (JPN) |

| 24 augustus 17:30 |       |                    |                                                                   |
| Spanje            | 0 – 1 | Australië          | Amstelveen Scheidsrechters: Maria Soledad (ARG) Renée Cohen (NED) |
|                   |       | 57' Joanne Banning | Amstelveen Scheidsrechters: Maria Soledad (ARG) Renée Cohen (NED) |

| 24 augustus 20:00                                                                      |       |       |                                                                |
| Nederland                                                                              | 4 – 0 | China | Amstelveen Scheidsrechters: Peri Buckley (AUS) Ute Conen (GER) |
| Macha van der Vaart 9' Kirsten de Groot 36' Ageeth Boomgaardt 52' Kirsten de Groot 63' |       |       | Amstelveen Scheidsrechters: Peri Buckley (AUS) Ute Conen (GER) |

### Plaatsingswedstrijden
Om de 5e/6e plaats
| 26 augustus 09:00                 |       |               |                                                                    |
| Nieuw-Zeeland                     | 2 – 1 | Spanje        | Amstelveen Scheidsrechters: Michele Arnold (AUS) Renée Cohen (NED) |
| Anna Lawrence 8' Suzie Pearce 33' |       | 55' Ana Pérez | Amstelveen Scheidsrechters: Michele Arnold (AUS) Renée Cohen (NED) |

Om de 3e/4e plaats
| 26 augustus 11:30                     |          |                   |                                                                  |
| Australië                             | 2 – 1 nv | China             | Amstelveen Scheidsrechters: Ute Conen (GER) Kazuko Yasueda (JPN) |
| Katrina Powell 48' Katrina Powell 81' |          | 41' Tang Chunling | Amstelveen Scheidsrechters: Ute Conen (GER) Kazuko Yasueda (JPN) |

Finale
| 26 augustus 14:30                       |       |                                                              |                                                                   |
| Nederland                               | 2 – 3 | Argentinië                                                   | Amstelveen Scheidsrechters: Lyn Farrell (NZL) Jane Nockolds (ENG) |
| Julie Deiters 51' Ageeth Boomgaardt 59' |       | 13' Cecilia Rognoni 14' Mercedes Margalot 57' Karina Masotta | Amstelveen Scheidsrechters: Lyn Farrell (NZL) Jane Nockolds (ENG) |

## Selecties
Argentinië
1. Mariela Antoniska (gk)
2. Magdalena Aicega
3. Inés Arrondo
4. Anabel Gambero
5. Ayelén Stepnik
6. Alejandra Gulla
7. Luciana Aymar
8. Vanina Oneto
9. Jorgelina Rimoldi

1. Karina Masotta
2. Mariana González Oliva
3. Laura Maiztegui
4. Mercedes Margalot
5. María de la Paz Hernández
6. Cecilia Rognoni
7. Paola Vukojicic (gk)
8. Mariné Russo
9. Claudia Burkart

Bondscoach: Sergio Vigil
- Assistent: Gabriel Minadeo
- Manager: Claudia Medici
- Arts: Sébastian Rosasco
- Fysio: Sergio Lemos

 Australië
1. Louise Dobson
2. Karen Smith
3. Alyson Annan
4. Ngaire Smith
5. Bianca Netzler
6. Emily Halliday
7. Rachel Imison (gk)
8. Kirsten Towers
9. Carmel Souter

1. Nina Bonner
2. Joanne Banning
3. Angie Skirving
4. Melanie Twitt
5. Megan Sargeant
6. Julie Towers
7. Tammy Cole
8. Katrina Powell
9. Nikki Hudson

Bondscoach: David Bell
- Assistent: Mark Hager
- Manager: Judy Laing
- Arts: Carmel Goodman
- Fysio: Kingsley Gibson
- Video: Ian Hicks

 China
1. Nie Yali (gk)
2. Long Fengyu
3. Cheng Zhaoxia
4. Liu Lijie
5. Cheng Hui
6. Huang Junxia
7. Fu Baorong
8. Li Shuang
9. Tang Chunling

1. Zhou Wanfeng
2. Hou Xiaolan
3. Zhou Li (gk)
4. Li Haihong
5. Chen Qiuqi
6. Wang Jiuyan
7. Zhang Shuang
8. Li Aili
9. Ma Yibo

Bondscoach: Kim Chang-back
- Assistent: Jin Jianmin
- Manager: Li Haiying
- Arts: Zjang Dianxiaom

 Nederland
1. Clarinda Sinnige (gk)
2. Lisanne de Roever (gk)
3. Macha van der Vaart
4. Julie Deiters
5. Fatima Moreira de Melo
6. Dillianne van den Boogaard
7. Florien Cornelis
8. Mijntje Donners
9. Ageeth Boomgaardt

1. Kirsten de Groot
2. Minke Smabers
3. Ellis Verbakel
4. Janneke Schopman
5. Chantal de Bruijn
6. Minke Booij
7. Aniek van Hees
8. Karlijn Petri
9. Maartje Scheepstra

Bondscoach: Marc Lammers
- Assistent: Carel van der Staak
- Assistent: Eric Verboom
- Manager: Sandra Le Poole
- Arts: Jessica Gal
- Fysio: Marc van Nieuwenhuizen
- Video: Lars Gillhaus

 Nieuw-Zeeland
1. Paula Enoka
2. Sandy Bennett
3. Rachel Sutherland
4. Meredith Orr
5. Anna Lawrence
6. Jaimee Provan
7. Carol Ward
8. Lizzy Igasan
9. Michelle Turner

1. Mandy Smith
2. Suzie Pearce
3. Anne-Marie Irving (gk)
4. Helen Clarke (gk)
5. Caryn Paewai
6. Diana Weavers
7. Leisen Jobe
8. Niniwa Roberts

Bondscoach: Jan Borren
- Assistent: Selwyn Maister
- Manager: Dayl Milne
- Fysio: Vanessa Maister
- Video: Dee Werder

 Spanje
1. María Jesús Rosa (gk)
2. Nuria Moreno
3. Begoña Larzabal
4. Mónica Rueda
5. Silvia Bonastre
6. María del Carmen Martín
7. Silvia Muñoz
8. Lucía López
9. María del Mar Feito

1. Maider Tellería
2. Erdoitza Goikoetxea
3. Maider Luengo (gk)
4. Núria Camón
5. Ana Pérez
6. Susanna González
7. Miriam Fabregas
8. Maite Garreta
9. Rebeca Piñeiro

Bondscoach: Jack Holtman
- Manager: Joaquin Beracoechea
- Arts: Cristina Pérez
- Fysio: Sandra López

## Scheidsrechters
- Michele Arnold
- Peri Buckley
- Renée Cohen

- Ute Conen
- Lyn Farrell
- Maria Soledad Iparraguirre

- Jane Nockolds
- Monica Rivera
- Kazuko Yasueda

## Eindstand
1. Argentinië
2. Nederland
3. Australië
4. China
5. Nieuw-Zeeland
6. Spanje

## Doelpuntenmakers
6 goals
- Ageeth Boomgaardt

4 goals
- Nikki Hudson

3 goals
- Vanina Oneto
- Cecilia Rognoni
- Katrina Powell
- Karen Smith
- Kirsten de Groot

2 goals
- Alejandra Gulla
- Mercedes Margalot
- Julie Towers
- Tang Chunling
- Mijntje Donners
- Fatima Moreira de Melo
- Dillianne van den Boogaard
- Suzie Pearce

1 goal
- Magdalena Aicega
- Luciana Aymar
- Karina Masotta
- Joanne Banning
- Fu Baorong
- Li Aili
- Minke Booij
- Julie Deiters
- Minke Smabers
- Macha van der Vaart
- Anna Lawrence
- Mandy Smith
- Nuria Moreno
- Ana Pérez
- Mónica Rueda
- Maider Tellería

## Eindrangschikking
| rang   | land          |
| ------ | ------------- |
| Goud   | Argentinië    |
| Zilver | Nederland     |
| Brons  | Australië     |
| 4      | China         |
| 5      | Nieuw-Zeeland |
| 6      | Spanje        |

Mannen:
Lahore 1978 ·
Karachi 1980 ·
Karachi 1981 ·
Amstelveen 1982 ·
Karachi 1983 ·
Karachi 1984 ·
Perth 1985 ·
Karachi 1986 ·
Amstelveen 1987 ·
Lahore 1988 ·
Berlijn 1989 ·
Melbourne 1990 ·
Berlijn 1991 ·
Karachi 1992 ·
Kuala Lumpur 1993 ·
Lahore 1994 ·
Berlijn 1995 ·
Chennai 1996 ·
Adelaide 1997 ·
Lahore 1998 ·
Brisbane 1999 ·
Amstelveen 2000 ·
Rotterdam 2001 ·
Keulen 2002 ·
Amstelveen 2003 ·
Lahore 2004 ·
Chennai 2005 ·
Barcelona 2006 ·
Kuala Lumpur 2007 ·
Rotterdam 2008 ·
Melbourne 2009 ·
Mönchengladbach 2010 ·
Auckland 2011 ·
Melbourne 2012 ·
Bhubaneswar 2014 ·
Londen 2016 ·
Breda 2018
Vrouwen:
Amstelveen 1987 ·
Frankfurt 1989 ·
Berlijn 1991 ·
Amstelveen 1993 ·
Mar del Plata 1995 ·
Berlijn 1997 ·
Brisbane 1999 ·
Amstelveen 2000 ·
Amstelveen 2001 ·
Macau 2002 ·
Sydney 2003 ·
Rosario 2004 ·
Canberra 2005 ·
Amstelveen 2006 ·
Quilmes 2007 ·
Mönchengladbach 2008 ·
Melbourne 2009 ·
Nottingham 2010 ·
Amstelveen 2011 ·
Rosario 2012 ·
Mendoza 2014 ·
Londen 2016 ·
Changzhou 2018